# Lanceonotus opacus
Lanceonotus opacus är en insektsart som beskrevs av Capener 1960. Lanceonotus opacus ingår i släktet Lanceonotus och familjen hornstritar. Inga underarter finns listade i Catalogue of Life.